# Nocrich
Nocrich là một xã thuộc hạt Sibiu, România. Dân số thời điểm năm 2002 là 2668 người.